# Kalinga

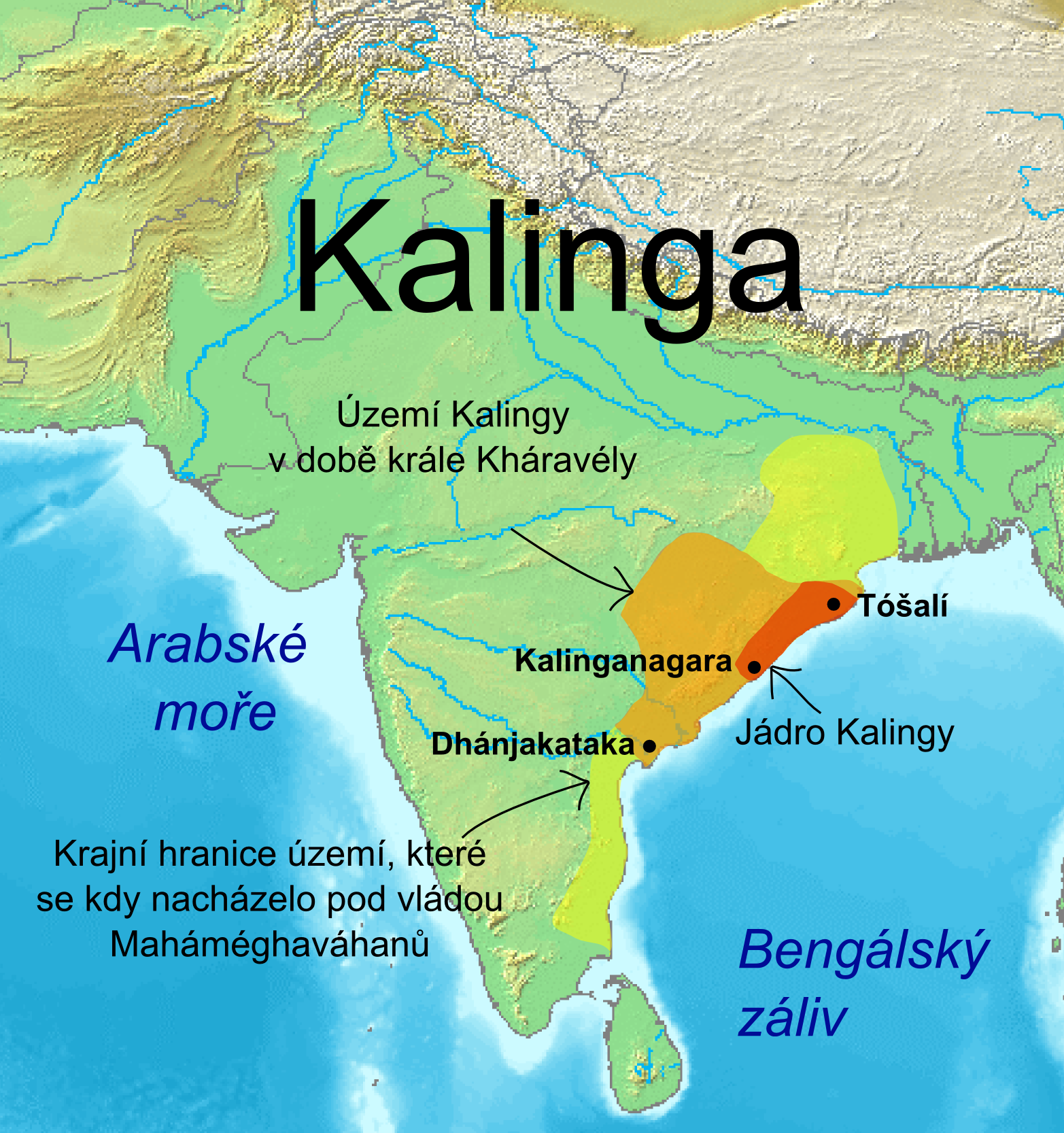
Mapa Kalingy

Kalinga byla starověká oblast (někdy označována jako stát, republika nebo království) nacházející se v místech dnešního indického státu Urísa. O Kalinze se dochovalo jen několik zmínek v písemných pramenech – zejména v souvislosti s maurjovským panovníkem Ašókou a maháméghaváhanovským králem Khéraválou.

## Rané období
Písemných pramenů, které se o Kalinze zmiňují, není mnoho. O raném období Kalingy informují především skalní edikty krále Ašóky (okolo 304 př. n. l.–232 př. n. l.) z dynastie Maurjů. Už Ašókův otec Bindusára se pokusil o dobytí Kalingy, avšak jeho útok byl odražen. Ašókův výpad byl však úspěšný a podařilo se mu Kalingu dobýt a její území začlenit do své říše. Měla to být právě tato krvavá bitva, kvůli které Ašóka upustil od dobyvačných výprav a začal praktikovat princip ahinsá („nenásilí“). O válečné výpravě, při které zemřelo obrovské množství lidí, informuje 13. skalní nápis následovně:
| „                         | Když byl bohům milý král Prijadaršin pomazán osm let, byla dobyta Kalinga. Půldruhého sta tisíc lidí bylo odvlečeno, sta tisíce tam byly zabity a mnohokrát více jich zahynulo. Nyní, po tom, když byla dobyta Kalinga, se bohům milý horlivě snaží o provozování dharmy. Tak bohům milý lituje, že dobyl Kalingu. [...] | “ |
| — Ašóka, 13. skalní nápis | |   |

V Ašókově době se tedy Kalinga stala součástí Maurjovské říše, avšak byla ji ponechána značná nezávislost. Po Ašókově smrti začala Maurjovská říše upadat a Kalinga se znovu osamostatnila. V dobách maurjovských panovníků působil na indickém dvoře řecký historik Megasthenés, který se ve svém díle letmo o Kalinze zmiňuje. Na území Kalingy se používal zvláštní druh písma odvozený z bráhmí.

## Rozmach za Khéravély

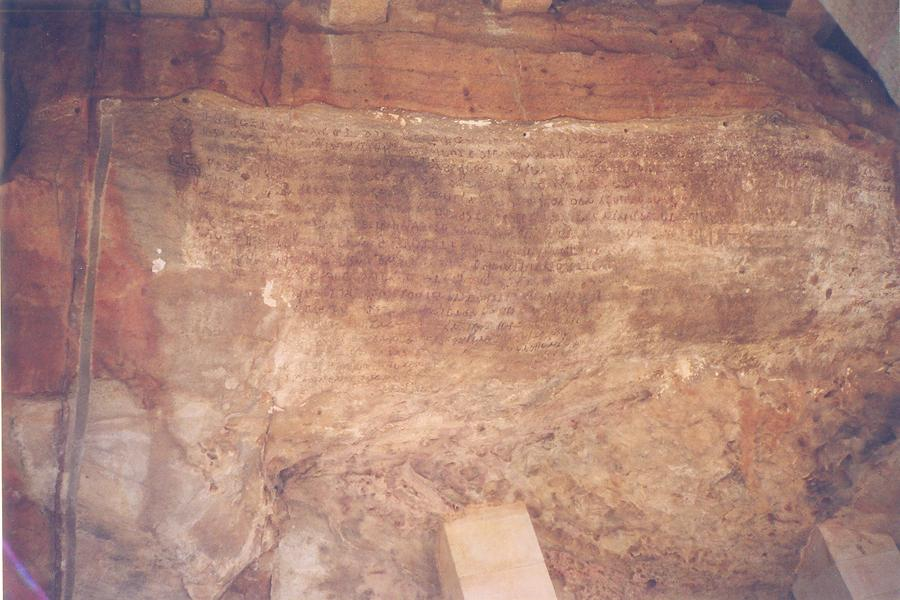
Nápis ve Sloní jeskyni u Bhuvanéšvaru informující o vládě krále Khéravály

Rozmáhat se Kalinga opět začala za krále Kháravély, v jehož době dosáhla vrcholného územního rozmachu. Kháravéla pocházel z rodu Maháméghaváhanů, který byl klanově příbuzný s jihoindickými Čédii.
Jediným zdrojem o Khéraválově vládě je nápis ve Sloní jeskyni (Háthígumpa) u Bhuvanéšvaru, který nechal vytesat sám král. Informuje o tom, že tento džinistický král po své korunovaci začal podnikat dobyvačné výpravy do čtyř světových stran a dobýval četná území. Na severu prý dobyl i Rádžagrhu a dostal se až ke Ganze. Dobyl též Magadhu, podnikl tažení proti mocnému království Sátaváhanů a tamilským oblastem na jihu. Díky ohromné válečné kořisti a pravidelnému přísunu vazalských tributů si mohl dovolit osvobodit obyvatele Kalingy od placení daní. Po smrti Khéravály toho o Kalinze není mnoho známo, je pravděpodobné, že se rozpadla na několik menších nezávislých knížectví, které postupně pohltily okolní územní celky.
Datování Khéraválovy vlády se různí, podle Dušana Zbavitele nastoupil na trůn na počátku 2. století př. n. l., dle jiných zdrojů vládl v letech 20–5. př. n. l.
V souvislosti s výboji proti Karnovi je Kalinga zmíněna v Mahábháratě.